# Бедечка
Бедечка е река в Южна България – Област Стара Загора, общини Стара Загора и Раднево, ляв приток на река Сазлийка, от басейна на Марица. Дължината ѝ е 34 km.
Река Бедечка извира под името Чакмадере на 649 m н.в. от Сърнена Средна гора, на 1,5 km северозападно от село Борилово, община Стара Загора. До шосето Стара Загора – Казанлък тече на изток в сравнително плитка асиметрична долина със стръмни десни склонове. След това завива на юг и в дълбока проломна долина достига до Стара Загора. След града завива на югоизток, навлиза в Горнотракийската низина, където коритото ѝ изцяло е коригирано с водозащитни диги. Влива се отляво в река Сазлийка от басейна на Марица на 135 m н.в., на 700 m северно от село Боздуганово, община Раднево.
Площта на водосборния басейн на Бедечка е 143 km2, което представлява 4,4% от водосборния басейн на Сазлийка. Основен приток – Табашка река (ляв).
Речният режим на подхранване е с плувиален характер, което определя ясно изразен пролетен максимум на оттока – януари-април, а минимумът – юли-октомври. През лятно-есенните месеци пресъхва.
По течението на реката в Община Стара Загора са разположени град Стара Загора и селата Борилово и Могила
Преди Стара Загора голяма част от водите ѝ се отклоняват на изток в голям напоителен канал.
По долината на реката, на протежение от 5 km, от село Змейово до град Стара Загора преминава участък от Републикански път I-5 от Държавната пътна мрежа (европейски коридор Е85) Русе – Стара Загора – ГКПП Маказа - Нимфея.
На същото място по долината на Бедечка преминава и участък от трасето на жп линията Русе – Стара Загора – Подкова.

## Топографска карта
- Лист от карта K-35-52. Мащаб: 1 : 100 000.